# جيلبرت براون (كرة سلة)
جيلبرت براون (بالإنجليزية: Gilbert Brown)‏ مواليد 5 سبتمبر 1987 في هاريسبرج، هو لاعب كرة سلة أمريكي. بدأ مسيرته الاحترافية في سنة 2011. يحمل الرقم 5. يبلغ طوله 6 قدم 6 بوصة (2.0 م). لعب كرة السلة الجامعية في جامعة بيتسبرغ.

## المسيرة الاحترافية
لعب مع فورت واين ماد أنتس في موسم 2011–2012، ثم لعب مع كانتون شارج في موسم 2013–2014، ثم لعب مع بستويا باسكت 2000 في موسم 2014–2015.

## روابط خارجية
- جيلبرت براون على موقع كرة السلة الأوروبية.كوم (الإنجليزية)
- جيلبرت براون على موقع كلية كرة السلة في سبورتس رفرنس.كوم (الإنجليزية)
- جيلبرت براون على موقع ريلجم (الإنجليزية)
- جيلبرت براون على موقع بروبوليرز (الإنجليزية)
- جيلبرت براون على موقع سبورتس رفرنس (الإنجليزية)
- جيلبرت براون على موقع سبورتس رفرنس (الإنجليزية)